# 圣马尔扎诺-苏尔萨尔诺
圣马尔扎诺-苏尔萨尔诺（義大利語：San Marzano sul Sarno），是意大利萨莱诺省的一个市镇。总面积5平方公里，人口10119人，人口密度2023.8人/平方公里（2009年）。ISTAT代码为065122。